# National Union of Metalworkers of South Africa
National Union of Metalworkers of South Africa (Numsa) est l'un des plus importants syndicats de travailleurs d'Afrique du Sud avec environ 338 000 membres. au niveau international, elle est affiliée à IndustriALL global union.
L'organisation a été fondée en 1987 avec l'union de plusieurs syndicats. 
Sur le plan politique, le syndicat appuie le Congrès national africain (ANC) jusqu'en 2014, date à laquelle elle retire son soutien à Jacob Zuma en considérant qu'il n'a pas tenu ses promesses de redistribution des richesses. 